# Tengella perfuga
Tengella perfuga is een spinnensoort in de taxonomische indeling van de Tengellidae.
Het dier behoort tot het geslacht Tengella. De wetenschappelijke naam van de soort werd voor het eerst geldig gepubliceerd in 1901 door F. Dahl.